# Hans Lissmann
Hans Lissmann, ou Lißmann, né le 19 septembre 1885 à Hambourg et mort le 26 mai 1964 à Leipzig (République démocratique allemande), est un chanteur d'opéra allemand, ténor et pédagogue.

## Biographie
Lissman est le fils du baryton-basse Friedrich Heinrich Lissmann (1847-1894) et de son épouse, la soprano Anna Marie Lissmann-Gutzschbach (1847-1928). Sa sœur, Eva-Katharina Lissmann (1883-après 1917) était aussi chanteuse de concert.
Il étudie au conservatoire de Leipzig et à celui de Dresde, la direction d'orchestre auprès d'Arthur Nikisch, et travaille d'abord comme chef d'orchestre dans différents théâtres allemands. Il se forme comme chanteur auprès de Raimund von Zur Mühlen à Londres et d'Ernesto Colli à Milan.
Il rentre en Allemagne en 1913. Après un court engagement au Volksoper de Hambourg, il est de 1914 à 1933 premier ténor lyrique au Neues Theater de Leipzig. Il se produit dans plus d'une centaine de rôles, dont en 1919  pour la première de l'opéra Revolutionshochzeit d'Eugen d'Albert et en 1927 pour la première de l'opéra Clavigo de Max Ettinger. Il remporte de grands succès comme chanteur invité à l'étranger, notamment dans le rôle de Fenton de Falstaff de Verdi sous la direction d'Arturo Toscanini à Rome, dans celui de Belmonte dans l'Enlèvement au sérail de Mozart sous la baguette de Sir Thomas Beecham à Londres, ainsi que dans de grands théâtres allemands. Max von Schillings le choisit comme chanteur pour la création de son opéra Mona Lisa à Stuttgart.
Il fait ses adieux à la scène d'opéra en septembre 1933 dans le rôle d'Alfredo de La Traviata.
En outre, Lissmann est un chanteur de lied et de concert extrêmement prisé à son époque. En plus de concerts ailleurs, il chante dans des concerts à Leipzig, et régulièrement la partition de l'Évangéliste dans la Passion selon saint Matthieu et l'Oratorio de Noël de Bach sous la baguette de Karl Straube à Saint-Thomas. Il est ténor dans le Quatuor Rosenthal avec Wolfgang Rosenthal (baryton-basse), Ilse Helling-Rosenthal (soprano) et Marta Adam (contralto).
De plus, il a composé des lieder et quelques opéras courts, comme Weh dem, der lügt! d'après la comédie du même nom de Franz Grillparzer.
Hans Lissmann est, entre 1923 et 1954, professeur de la classe de chant du conservatoire de Leipzig. Il a eu entre autres comme élèves Reiner Süß et Rolf Apreck.
Lissmann est entré en 1921 dans la franc-maçonnerie, appartenant à la loge Minerva zu den drei Palmen. Il était marié avec Erika Auenmüller (1908-1973) et le couple a eu une famille nombreuse. Il est inhumé au cimetière du Sud (Leipzig).